# Sarolepis spiculata
Sarolepis spiculata är en mångfotingart som beskrevs av Loomis 1964. Sarolepis spiculata ingår i släktet Sarolepis och familjen Stylodesmidae. Inga underarter finns listade i Catalogue of Life.